# 11542 Solikamsk
11542 Solikamsk eller 1992 SU21 är en asteroid i huvudbältet som upptäcktes den 22 september 1992 av den belgiske astronomen Eric W. Elst vid La Silla-observatoriet. Den är uppkallad efter den ryska staden Solikamsk.
Asteroiden har en diameter på ungefär 30 kilometer och den tillhör asteroidgruppen Hilda.